# سانسور در آمریکا
در حالت کلی، آزادی بیان به عنوان اصلی جدایی ناپذیر از ارزش‌های آمریکایی تحت متمم اول قانون اساسی ایالات متحده آمریکا شناخته می‌شود. در ایالات متحده ابراز گونه‌های مشخصی از صحبت‌های نفرت‌انگیز تا هنگامی که افراد وارد کارهایی نشوند که غیرقانونی تلقی می‌شود، آزاد است. اگرچه بیشتر سخنان نفرت‌انگیز و سخت، افراد، گروه‌ها و مؤسسه‌ها را همانند کلیسای وست‌برو باپتیست به تحت پیگرد قانون کشیدن، کشانده است.
مطابق با گزارش سال ۲۰۰۹ گزارشگران بدون مرز، ایالات متحده فعلا در اتحادی همراه با لوگزامبورگ و بریتانیا برای ۲۰اُمین دورهٔ آزادی مطبوعات می‌باشد. گفتارهای سخت و وقاحت‌آمیز و تهمت‌ها در بیشتر رسانه‌ها توسط دولت یا بیشتر توسط خود رسانه محدود شده است.